# La Folletière-Abenon
La Folletière-Abenon – miejscowość i gmina we Francji, w regionie Normandia, w departamencie Calvados.
Według danych na rok 1990 gminę zamieszkiwało 135 osób, a gęstość zaludnienia wynosiła 13 osób/km² (wśród 1815 gmin Dolnej Normandii La Folletière-Abenon plasuje się na 751. miejscu pod względem liczby ludności, natomiast pod względem powierzchni na miejscu 480.).